# The Story So Far
The Story So Far — американський рок-гурт з Волнат-Крік, Каліфорнія, створений у 2007 році. Вони підписали контракт з Pure Noise Records і випустили п'ять студійних альбомів.

## Історія

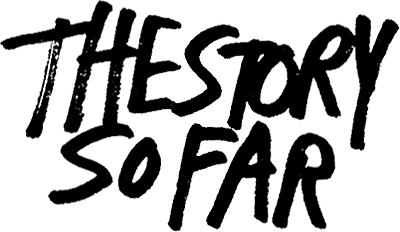
Логотип The Story So Far в альбомі Under Soil and Dirt (2011).

### Заснуванні та перші релізи (2007–2010)
Гурт The Story So Far було створено в Волнат-Крік, штат Каліфорнія, у 2007 році. Їхня назва взята з пісні New Found Glory «The Story So Far». До початкового складу гурту увійшли вокаліст Паркер Кеннон, соло-гітарист Кевін Ґейєр, ритм-гітарист Кевін Амброуз, барабанщик Раян Торф та басист Келен Капенер. 22 грудня гурт випустив мініальбом 5 Songs. Амброуз покинув гурт, коли пішов до коледжу в 2010 році, і його замінив Вільям Леві. У березні 2010 року було оголошено, що гурт підписав контракт з лейблом Pure Noise. Через два місяці гурт випустив мініальбом While You Were Sleeping (2010).  У листопаді гурт випустив спліт з Maker.

### Under Soil and Dirt,What You Don't Seeі мініальбомSongs Of(2011–2014)
У травні 2011 року Barrett Records випустив спліт The Story So Far і Morgan Foster. У червні Pure Noise випустили дебютний альбом гурту під назвою Under Soil and Dirt. 26 березня 2013 року вони випустили другий студійний альбом What You Don't See, який дебютував під номером 46 у чарті Billboard 200 у США. Вони також випустили спліт із Stick to Your Guns 18 червня. Спліт містить одну нову оригінальну пісню, «Clairvoyant», і кавер на пісню Pinback «Loro». Гурт був представлений на обкладинці журналу Alternative Press за березень 2013 року «100 гуртів, які вам потрібно знати». Гурт відіграв увесь Warped Tour 2014 на головній сцені.
24 квітня 2014 року The Story So Far оголосили, що планують випустити Songs Of, акустичний мініальбом 17 червня через Pure Noise. Платівка містить кілька акустичних версій попередніх пісень, а також одну нову оригінальну пісню «Navy Blue» і «Waiting in Vain», кавер-версію Bob Marley & The Wailers.

### The Story so Far(2015–2016)
5 січня 2015 року відео під назвою «The Story So Far Album Teaser #1» виклали на офіційний YouTube-канал гурту. У ролику показано кілька кліпів, на яких учасники гурту з друзями пустують і веселяться. У кінці відео з’являється текстовий ролик із написом «Ми робимо новий запис, залишайтеся з нами...». 23 лютого 2015 року відео під назвою «The Story So Far Album teaser #2» було завантажено на той самий канал, показуючи закулісні кадри створення альбому. 15 березня гурт оголосив, що їхній однойменний альбом вийде 18 травня 2015 року. «Solo» та «Heavy Gloom» незабаром були завантажені на YouTube. 11 травня гурт випустив повний альбом для трансляції на своєму веб-сайті перед релізом 19 травня.

### Proper Dose(2017–2021)
Гурт увійшов в студію для запису четвертого студійного альбому у квітні 2017 року. 13 вересня 2017 року гурт випустив пісню «Out of It». Трек увійшов до благодійного 7-дюймового вінілу, який вийшов 3 листопада.
Альбом під назвою Proper Dose був офіційно оголошений 12 липня 2018 року та вийшов 21 вересня 2018 року. Proper Dose дебютував під номером 19 у чарті Billboard 200, але швидко втратив позиції, випавши з чарту наступного тижня. З метою просування альбому гурт вирушив в європейський тур із супровідними гуртами Citizen і All Get Out. Наприкінці свого європейського туру гурт відразу розпочав тур по США з Movements, Citizen і Turnover. 21 вересня 2018 року гурт випустив перше музичне відео з Proper Dose на пісню «Upside Down», за яким пішли відеокліпи на «Take Me As You Please» і «Proper Dose» 8 листопада 2018 року та 22 січня 2019, відповідно.

### Зміна складу іI Want to Disappear(2022 — дотепер)
31 травня 2022 року басист Келен Капенер оголосив на своїй сторінці у Twitter, що покинув гурт. Офіційної причини його відходу гурт не назвав. Капенера офіційно не замінили: барабанщик Раян Торф виконує обов’язки басиста в студії, а колишній басист Man Overboard Нік Бруззезе долучається до гурту під час гастролей. У 2022 році The Story So Far вперше в історії розширився до живого секстету, а Торф перейшов на ритм-гітару. Барабанщик Set Your Goals Майк Амброуз також приєднався до гурту як гастрольний учасник.
На початку 2023 року гітарист Кевін Ґаєр заявив у подкасті Two Week Notice, що гурт «за контрактом зобов’язаний» випустити нову музику перед своїм туром на підтримку Blink-182. Сингл «Big Blind» вийшов 4 серпня 2023 року. Сингл «Letterman» вийшов 21 березня 2024 року разом із музичним кліпом. Того ж дня було оголошено про вихід нового альбому під назвою I Want to Disappear. Третій сингл альбому «All This Time» вийшов 8 травня 2024 року. Альбом і кліп на «Watch You Go» вийшли одночасно 21 червня 2024 року.

## Музичний стиль
Under Soil and Dirt (2011), What You Don't See (2013) і The Story So Far (2015) усі описані як поппанк. Четвертий альбом Proper Dose (2018) знаменує відхід від поппанку та додає до свого звучання інді-рок. The Story So Far також описували як такі, що мають «гостріший» погляд на поппанк через те, що вони часто включали елементи хардкор-панку та панк-року у свою музику.

## Склад гурту

The Story So Far на Olgas Rock 2015
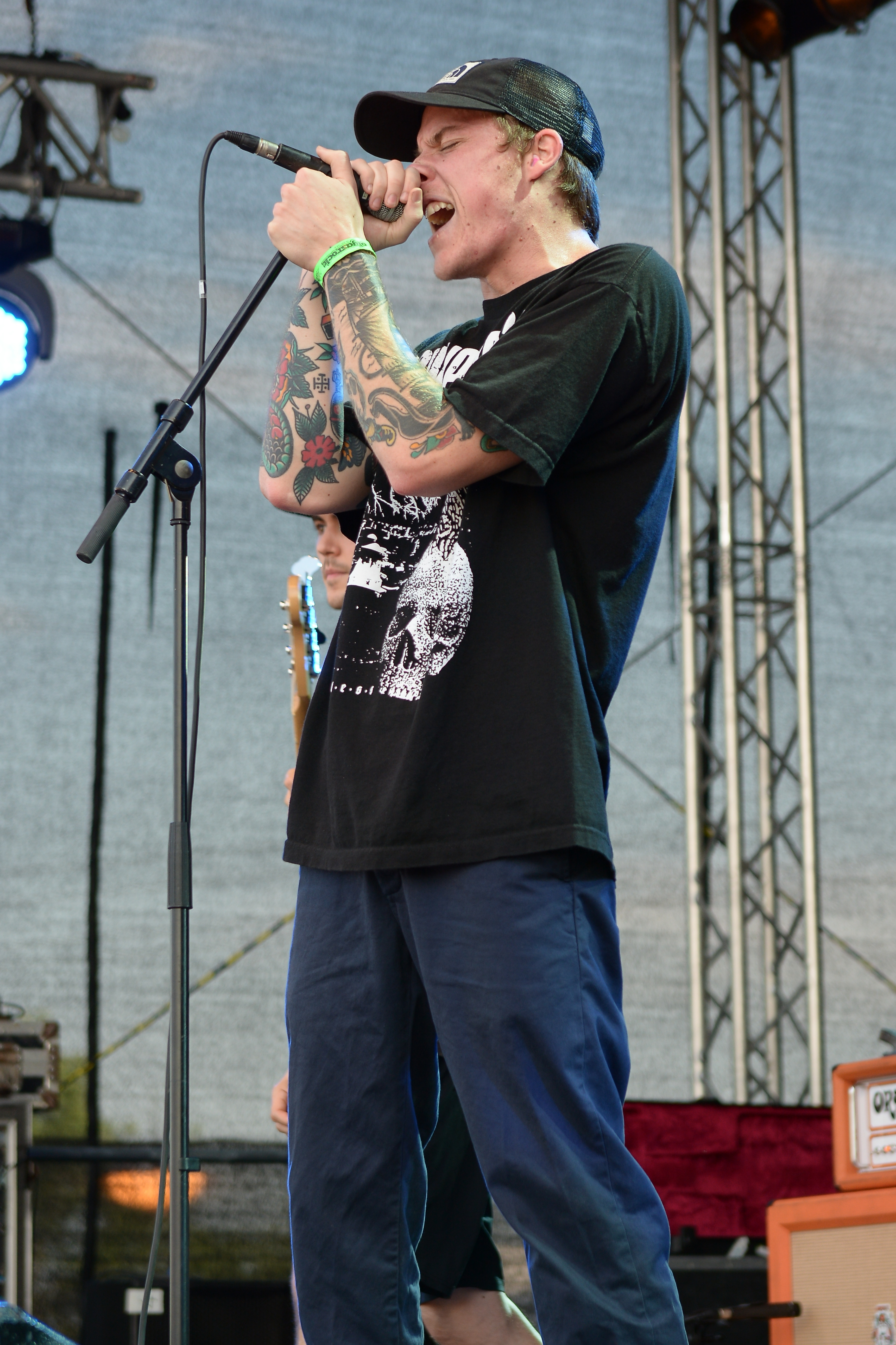
Паркер Кеннон
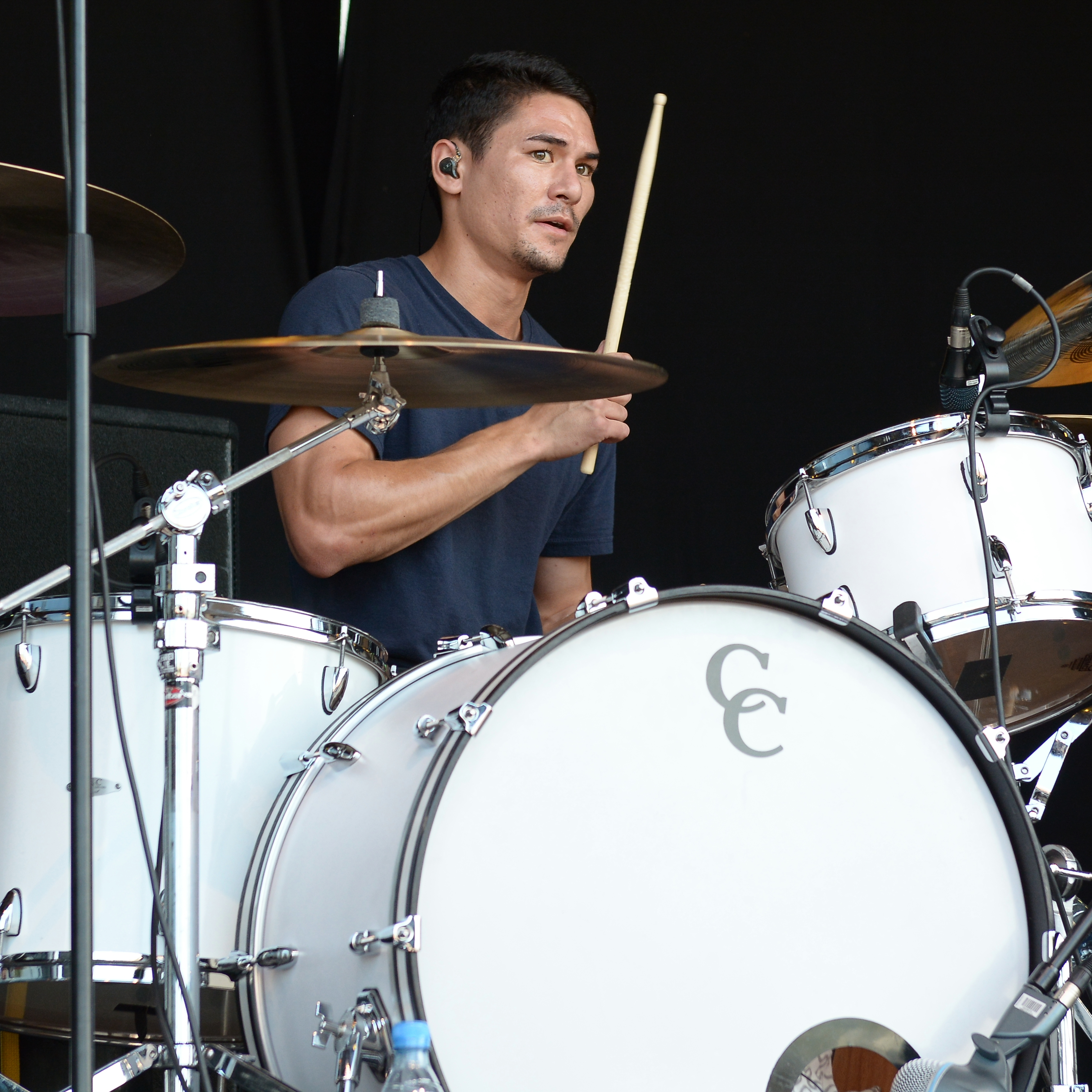
Раян Торф
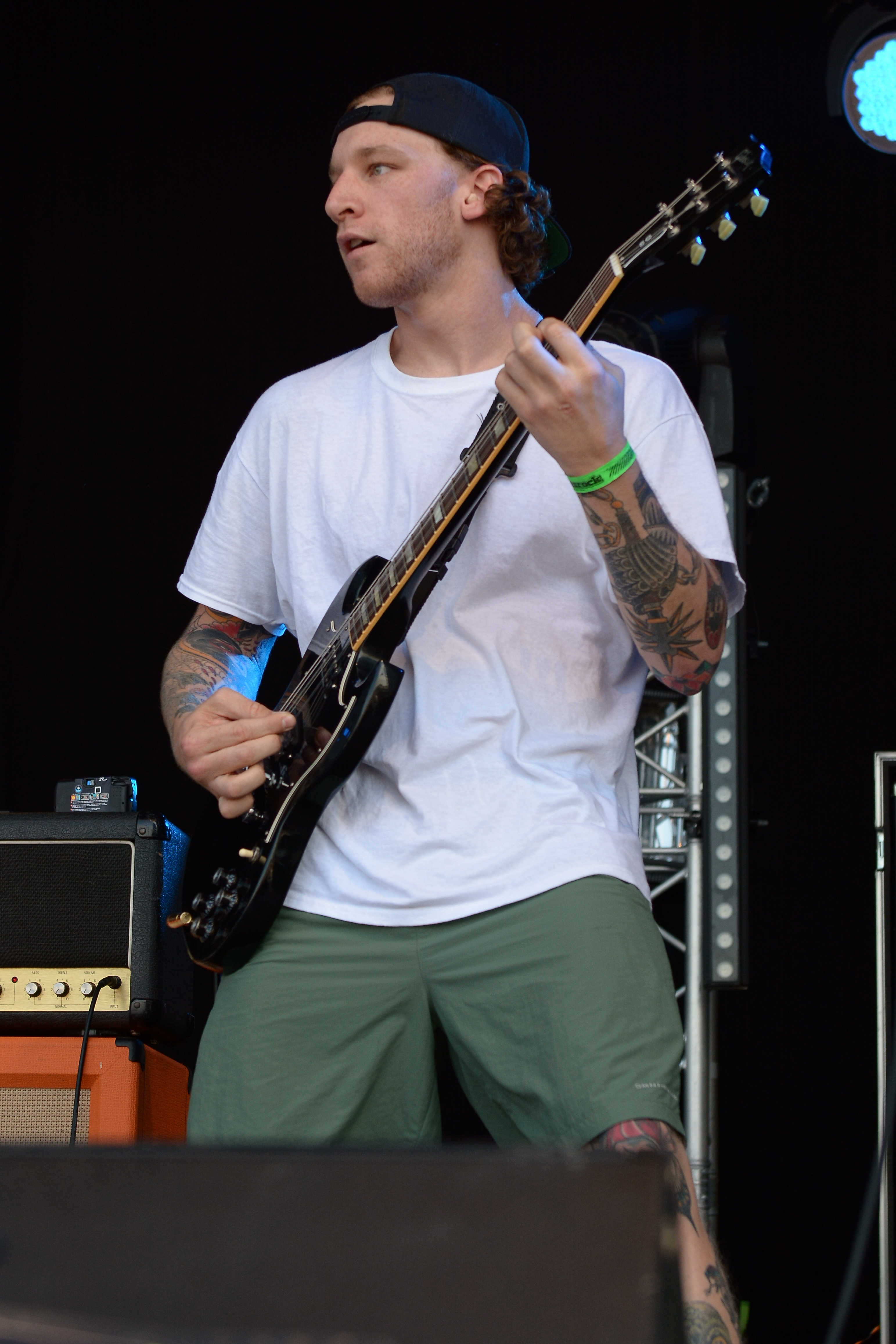
Вілл Леві
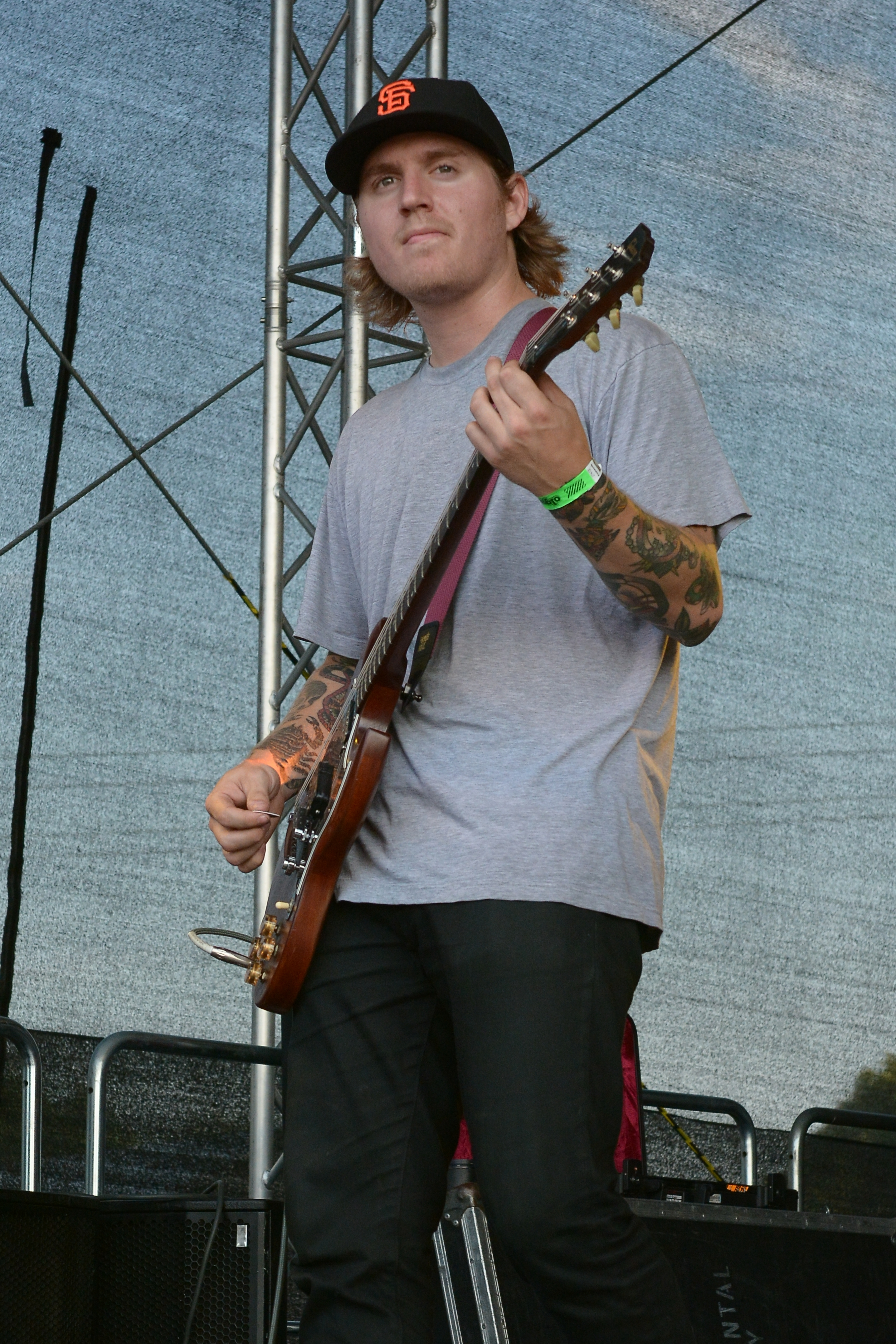
Кевін Гейер

| Поточний склад - Паркер Кеннон – вокал (з 2007) - Kevin Geyer – соло-гітара, бек-вокал (з 2007), keyboards (з 2018) - Раян Торф – барабани, перкусія (з 2007), клавішні (2015–2022), бас-гітара (з 2022; студія), ритм-гітара (з 2022) - Вілл Леві – ритм-гітара, періодично бек-вокал (з 2010) Поточні гастрольні учасники - Нік Браззесе – бас-гітара, бек-вокал (з 2022) - Ross Traver – барабани (з 2024) | Колишні учасники - Кевін Амброуз – ритм-гітара (2007–2010) - Келен Кейпенер – бас-гітара (2007–2022) Колишні гастрольні учасники - Морган Фостер – бас-гітара (2011–2012) - Раян Джастіс – барабани (2011) - Кемерон Макбейн – барабани (2011–2012) - Бо Мак-Дауелл – ритм-гітара (2010) - Майк Емброуз – барабани (2015, 2022–2024) |

## Дискографія
Студійні альбоми
- Under Soil and Dirt (2011)
- What You Don't See (2013)
- The Story So Far (2015)
- Proper Dose (2018)
- I Want to Disappear (2024)